# 釋覺光
釋覺光，大紫荊勳賢，GBS（1919年6月13日—2014年11月16日），俗名谷成海，遼寧海城人，香港宗教界知名人士，曾任香港佛教聯合會第12至60屆會長、香海正覺蓮社社長、香港觀宗寺法主和尚、慈山寺董事會主席、傳天台宗第四十六代教觀總持
。

## 生平
谷成海1919年出生於奉天省（今遼寧省）海城市，1928年赴上海海潮寺出家，法名“安童”。1930年赴寧波天童寺受具足戒，師從圓瑛長老，取法名為「覺光」。後赴觀宗寺深造。在观宗寺，他见到釋寳靜创建的“观宗义务学校”，留下很深的印象。
1939年，諦閑老法師的法子寶靜法師在香港荃灣創辦「弘法精舍佛學院」，招收一批青年學僧到港深造，顯明法師亦隨著寶靜法師到香港弘法，當中包括了剛修業期滿的覺光長老。寶靜法師任主講，顯明法師擔任輔講，並負教導之責。覺光長老在弘法精舍親炙寶靜大師、顯明大師，獲天台教義，結業後得顯明法師傳授，為天台宗第四十六代傳人。1940年農曆十一月廿九日，寶公示寂於上海玉佛寺，覺光長老則因日軍入侵而離港，曾一度往廣東韶關南華寺親近虛雲老和尚，後又避難桂林。1945年香港重光後覺光長老立即自廣西返港，住在寶靜大師生前留下的粉嶺靜廬（今香港觀宗寺前身）。同時，租用跑馬地黃泥涌道7號2樓，著手恢復寶靜大師所創辦的淨土道場——香海正覺蓮社，以弘揚大乘教義，傳播天台教觀為己任，舉辦文化、濟貧、放生、禮懺、講經、建設道場、團結信眾等利樂利生的弘法活動。同年，又與海仁法師、筏可法師、優曇法師、靄亭法師、茂峰法師、茂蕊法師、顯慈法師，以及陳靜濤居士、王學仁居士、林楞真居士等共同發起，創立香港佛教聯合會。
自1966年起覺光長老擔任香港佛教聯合會會長至今。佛聯會在覺光長老籌劃下，以人間佛教思想為指導，以團結精神聯合四眾弟子，開展了各項服務社會的多元化慈善事業，以多種形式推動弘法工作：舉辦研討會、佛學講座、弘法展覽、清明法會；先後開辦學校、墳場、青少年中心、康樂營、安老院及老人中心，捐資希望工程助學建校，1970年並落成了香港佛教醫院。此外，講經說法，開壇傳戒，以續佛慧命。
數十年來，覺光長老以香港為弘法基地，傾注全力投入弘法利生事業，悲願宏大，每事躬親，盡形事佛，永不言倦，深受社會各界的尊敬與愛戴。皈依弟子數十萬，幾乎遍及全球。覺光長老德望崇隆，實乃當代稀有的一位高僧。 
覺光長老不斷探索紹隆佛種、培育僧才之道。「香港佛教僧伽學院」的創辦，既承載著佛教健康傳承的重要責任和使命，也體現了歷史的必然和時代的召喚。「香港佛教僧伽學院」建成後，覺光長老被公推為首任院長。
在弘揚佛教文化方面，覺光長老早在1960年即聯合松泉長老、元果長老發起創辦《香港佛教》月刊，成為香港佛教歷史上辦得最早、延續最長、影響最大的佛教月刊。
在慈善上，覺光長老幾十年推展佛教事業，服務社會大眾，夙夜匪懈，從未間斷。覺光長老不僅對香港佛教的發展作出卓越貢獻，多年來於弘法之餘，亦積極推動慈善救濟事業，尤其在護耆安老方面傾注了大量心力。
覺光長老本著「不為個人求安樂，但願眾生得離苦」的精神，時刻以弘揚佛法、利益眾生為念。除了安老服務之外，覺光長老於1950年代百廢待興，民生艱難之期，就開始成立慈善組，開展贈醫施藥，救災濟貧、冬季賑困等慈善活動。在各個年代、不同區域發生天災人禍時，覺光長老總是不辭辛勞，竭力呼籲賬災救難。如南亞地區海嘯、緬甸風災、四川地震發生時，號召全港佛教徒及愛心人士發揚佛陀慈悲精神和人道主義精神，慷慨解囊，救濟災民，並舉辦罹難者超度法會，希望生者得救，亡者以安。
覺光長老宏願廣傳，自強不息。他始終堅信︰凡是有益於老人的一定有利於社會。目前，香港佛教聯合會和香海正覺蓮社轄下辦有十餘間安老院、護理院及社區老人中心為院友提供專業的醫療保健，護養社工及日常生活照顧等全面服務，令老人們得以安享晚年。
在政治上，覺光長老在1984年前往北京獲邀參加中英聯合聲明簽署儀式；1985年赴京出席香港基本法起草委員會會議；1992赴京接受香港事務顧問聘書；1995年出任香港特別行政區籌備委員會委員：1996年任香港特別行政區第一屆政府推選委員會委員；1997年6月30日在會展中心出席香港回歸祖國大典。他堅信回歸後香港宗教有充分自由，亦多次公開呼籲佛教徙應該明確自己的責任，在回歸後積極參與淨化社會的工作。
早在20世紀60年代，覺光長老已向港英當局積極倡導佛誕節成為香港的公眾假期，多年來他帶領弟子多次發動群眾簽名，團結各界支持，向有關當局爭取佛誕假期，可是一直被擱置。1996年覺光長老聯合四眾之願力，收集了全港80多萬佛教徒和市民的簽名，鄭重向當局提出請求將佛誕列為公眾假期。經過覺光長老長期為佛教的尊嚴和四眾權益，四出奔走，多番遊說。香港特區政府終於於1999年正式立法明定每年四月初八佛誕為公眾假期。
自香港特區政府將佛誕列為公眾假期後，先後於1999年、2004年和2012年迎請佛牙舍利、佛指舍利、佛頂骨舍利三件國寶級聖物赴港供奉，受到香港市民及海內外信眾瞻禮，盛況空前。
為表彰釋覺光法師長期熱心服務社會，表現卓越，尤其致力帶領香港佛教聯合會弘揚佛教，以及推動社會慈善服務，貢獻良多。作為香港一個主要佛教組職的會長，釋覺光法師領導香港佛教聯合會提供多元化的社會服務，包括醫療、教育、幼兒及安老服務等。該會與其他地區之佛教團體及國際機構保持緊密聯繫及交流，就提升香港在海內外佛教界的地位方面，貢獻良多，殊堪表揚，2007年獲特區政府頒授金紫荊星章（GBS），2013年獲頒授大紫荊勳章（GBM），以表彰他長期以來積極參與公益事業，為香港社會所作出的重大貢獻。
2014年11月16日清晨4時51分在香港養和醫院住世緣盡，安詳捨報示寂，世壽95歲，僧臘83載，戒臘83夏，法臘76秋。

## 興建慈山寺與觀音像之爭議
由覺光法師所創辦的正覺蓮社於2003年提出慈山寺發展計劃，將在大埔洞梓山邊正在修建一座全球最高的青銅觀音像以及一座大型寺院慈山寺。有關項目一度聲稱以傳揚佛教，提供靜修環境為目的，並保證不會作骨灰龕或旅遊發展項目。然而該計劃多年來遭到環保團體以及部份區內居民的強烈反對，如需砍伐大片山林並擔心區內唯一出入的道路汀角路不能應付所增加的交通流量，但在一些區議員的支持終在爭議聲中獲城市規劃委員會批准。
2008年7月，港府以7,121萬元的低價撥地予正覺蓮社修築慈山寺及觀音像，土地有效期達50年，而落成日期則為2013年，勢將成為香港的新地標。
2011年8月20日，香港報刊《蘋果日報》以頭版報導直指由覺光法師所牽頭的發展計劃表面上是修建寺廟，實際上是暗地裡為香港首富長實主席李嘉誠興建私人陵園。《蘋果日報》指斥慈山寺由李嘉誠慨捐十億港元興建，寺內將包括李氏家族專用的私人佛堂，且慈山寺有限公司的董事會成員均為長實高層，公司實際掌控慈山寺之財政及人事任命安排。政府在撥地條款中並沒有要求慈山寺需開放予公眾，而地契亦存有灰色地帶，在地政總署總監行使酌情權下，有機會被申請更改土地用途為骨灰龕場，且低價批地，大有輸送利益及李氏家族之嫌疑。
兩日後，覺光法師以慈山寺有限公司的董事局主席身份在多份報章刊登回應聲明，反指《蘋果日報》的報導扭曲失實，嚴重影響慈山寺和李嘉誠的名譽，並會保留一切法律追究權利。
《蘋果日報》則指慈山寺的回應未有解釋一些疑團，反指聲明中沒有交代日後會開放多少範圍與一年中有多少天將開放予公眾，同時指出慈山寺有限公司並非慈善團體而是一家私人公司。
但至今，覺光法師圓寂多年後，慈山寺也經已成為一所正式的叢林寺院，雖然當中有基金會的管理。但亦有僧團在內弘法，有定期的法會、禪七、戒會及念佛共修。全年開放公眾預約參觀。有靜心、抄經及不同的與佛教結緣活動。慈山寺的建築中，也不包含陵墓及骨灰龕場地。僧團由台灣法證法師帶領。法證法師也是慈山寺的現任住持方丈。

## 外部連結
- 一代總持　覺光長老（页面存档备份，存于）